# Ибупрофен
Ибупрофен (на тржишту познат под брендираним називом “бруфен”) је нестероидни антиинфламаторни лек који осим антиинфламаторног има аналгетички и антипиретички ефекат. Развила га је и прва синтетисала истраживачка грана британске фармацеутске куће Бутс.

## Клиничка примена
Ибупрофен је ефикасан у ублажавању болова изазваних артритисом, болним менструацијама, мијалгијама које су последица конвенционалних вироза, болова са инфламаторном компонентном, а у комбинацији са антибиотицима може се употребљавати и код бактеријских инфекција. По уносу се брзо ресорбује и након око 30 минута снижава температуру и ублажава болове. Дужина деловања зависи од дозе и креће се између 4 до 8 сати. Појединачна доза је у зависности од тежине симптома између 200 и 400 mg, и примењује се на сваких 6 до 8 сати. Дозвољена дневна доза се креће између 800 и 1.400 mg, мада се под лекарским надзором може повећати и до 3.200 mg. Користи се најчешће у виду таблета, а за децу је прикладнији облик суспензије и код њих се доза пажљиво одређује на основу тежине и креће између 5 и 10 mg по килограму телесне тежине. Доступан је и у облику ибупрофенове лизинске соли која има нешто брже деловање.
Постоје клиничке студије које су показале да у поређењу са плацебом, ибупрофен показује завидне резултате у третману ортостатичке хипотензије, и профилакси Алцхајмерове и Паркинсонове болести. Овим студијама су, међутим, потребне даље потврде пре проширења индикација за употребу ибупрофена.
Због постојања једног хиралног угљениковог атома, ибупрофен има два енантиомера од којих је само један - L-(+)-ибупрофен - активан. У in vitro као и in vivo испитивањима показано је да је D-(+)-енантиомер неактиван, па се наметнуо логичан закључак да би препарати, ради брзине и селективности дејства, требало да садрже само активан енантиомер, међутим истраживања су показала да је ово недовољно делотворно да би оправдало трошкове поступка. Услед овога, готово сви препарати на тржишту су рацемска смеша ова два облика.
Осим препарата са оралну примену, доступни су и топикални препарати као и чепићи за анални пут уноса. По заступљености од конвенционалних аналгетика, ибупрофен се налази заједно са парацетамолом и аспирином.
На нашем тржишту доступан је под бројним називима, међу којима су: Бруфен, Дефринол (ибупрофен + деконгестант псеудоефедрин), као и низ генеричких имена.

## Механизам деловања
Ибупрофен делује тако што инхибира циклооксигеназу, чиме спречава синтезу простагландина, једног од главних медијатора инфекције и бола, који између осталог делује и на сензитивне неуроне у кичменој мождини одговорне за провођење болних стимуланаса. Идентификоване су бар две варијације циклооксигеназе, и верује се да ибупрофен инхибира обе, али да су његови антипиретички, антиинфламаторни и аналгетички ефекти примарно везано за инхибицију циклооксигеназе-2 (COX-2).
По уносу, око две трећине активне супстанце доспева у крвоток, метаболише је јетра, а продукти метаболизма се излучују реналним путем. Занимљиво је да је полуживот ибупрофена нешто краћи од два сата док његово дејство траје између 4 и 8 сати.

## Нежељени ефекти
Коришћењем малих појединачних доза (200-400 mg) и када дневни унос не прелази 1.200 mg нежељени ефекти употребе ибупрофена су изузетно ретки. Најчешће су у виду гастроинтестиналних тегоба, мада су међу свим нестероидним антиинфламанторицима овакви проблеми приликом примене ибупрофена статистички најређи. Могу да се јаве: мучнина, успорено варење, дијареја, главобоља, вртоглавица, хипертензија, гастроинтестинално крварење, као и ретенција течности и електролита. Веома ретко се јављају бронхоспазам, срчани застој, отежана ренална функција, улцерација једњака, осип.
Од када је постао доступан без лекарског рецепта описан је већи број случајева предозирања ибупрофеном. Симптоми тровања не морају да се јаве, али уколико се јаве често су слични нежељеним ефектима али и далеко тежи: брадикардија, тахикардија, кома, акутно отказивање бубрега, цијаноза и престанак рада срца. Интензитет симптома није везан за дозу. Тровање се ретко јавља при концентрацијама мањим од 100 mg/kg али је готово сигурно при концентрацијама од 400 mg/kg. Велика доза не условљава леталан исход који може да се јави и при мањим концентрацијама. Лечење је симптоматско и не постоји антидот. Уколико се пацијент рано јави, може се применити испирање желудачног садржаја.